# Тейт, Джон (регбист)
Джон Ноэль Тейт (англ. John Noel Tait, родился 14 августа 1973) — канадский регбист, игравший на позиции замка, главный тренер женской сборной Канады по регби-7 в 2015—2021 годах. Старший брат регбиста Люка Тейта.

## Карьера
Известен по выступлениям за команды «Кардифф Блюз» и «Брив Коррез» в Уэльсе и Франции соответственно. Дебютировал 10 мая 1997 года в сборной Канады матчем против США, последнюю игру провёл 23 ноября 2002 года против Франции. Провёл три матча на чемпионате мира по регби 1999 года, в 37 играх отметился одной попыткой, принёсшей ему 5 очков.
В 2015 году Тейт возглавил женскую сборную Канады по регби-7, дебютировав матчем против сборной США, которой с 2010 года руководил бывший тренер мужской сборной Канады по регби-15 Рик Саггит. Под руководством Тейта сборная четыре раза выигрывала бронзовые медали Мировой серии по регби-7 среди женщин и один раз серебряные медали, а в 2016 году на Олимпиаде в Рио-де-Жанейро стала бронзовым призёром, победив команду Великобритании. По словам Тейта, выбор игроков для участия в Олимпиаде был очень тяжёлым с психологической точки зрения.
Отправлен в отставку в мае 2021 года после обвинений в хамском поведении, которые последовали после открытого письма 37 регбисток в Регби Канады.

## Личная жизнь
Женат, отец троих дочерей.